# Brandon Jay McLaren
Brandon Jay McLaren (Vancouver, 15 ottobre 1981) è un attore canadese.

## Biografia
Figlio di Ira e Denise McLaren, è nato e cresciuto a Vancouver nella Columbia Britannica, ma di origini di Grenada e Trinidad.
Inizia la sua carriera nel 2003 partecipando a varie produzioni televisive ed ottenendo una parte nel film Scooby-Doo 2 - Mostri scatenati. Nel 2005 si fa' conoscere per il ruolo di Jack Landors/Ranger rosso nella serie televisiva Power Rangers S.P.D.. 
Per il cinema è apparso nei film Il dottor Dolittle 5 e Qualcosa di speciale, mentre per la televisione ha lavorato nella serie televisive The Best Years, Harper's Island e Being Erica. Nel 2011 ha interpretato il ruolo ricorrente di Bennet Ahmed in The Killing, mentre nel 2012 interpreta il ruolo di Jamil Dexter nella seconda stagione di Falling Skies.

## Filmografia parziale

### Cinema
- Scooby-Doo 2 - Mostri scatenati (Scooby-Doo 2: Monsters Unleashed), regia di Raja Gosnell (2004)
- She's the Man, regia di Andy Fickman (2006)
- Scar, regia di Jed Weintrob (2007)
- Il dottor Dolittle 5 (Dr. Dolittle: Million Dollar Mutts), regia di Alex Zamm (2009)
- Qualcosa di speciale (Love Happens), regia di Brandon Champ (2009)
- Tucker & Dale vs Evil, regia di Eli Craig (2010)
- Plush, regia di Catherine Hardwicke (2013)

### Televisione
- Sniper - 23 ore di terrore a Washington D.C. (D.C. Sniper: 23 Days of Fear) – film TV, regia di Tom McLoughlin (2004)
- L'amore a portata di mouse (Perfect Romance) – film TV, regia di Douglas Barr (2004)
- The Days – serie TV, 5 episodi (2004)
- Smallville – serie TV, 2 episodi (2004-2006)
- Power Rangers S.P.D. – serie TV, 38 episodi (2005)
- Reunion – serie TV, 1 episodio (2005)
- Blade: The Series – serie TV, 1 episodio (2006)
- The Best Years – serie TV, 14 episodi (2007-2009)
- Yeti (Yeti: Curse of the Snow Demon) – film TV, regia di Paul Ziller (2008)
- Kyle XY – serie TV, 1 episodio (2009)
- Harper's Island – serie TV, 13 episodi (2009)
- CSI: Scena del crimine (CSI: Crime Scene Investigation) – serie TV, 1 episodio (2009)
- Human Target – serie TV, 1 episodio (2010)
- Being Erica – serie TV, 16 episodi (2010-2011)
- R.L. Stine's The Haunting Hour – serie TV, 1 episodio (2011)
- The Killing – serie TV, 12 episodi (2011-2012)
- Falling Skies – serie TV, 7 episodi (2012)
- Graceland – serie TV, 38 episodi (2013-2015)
- Slasher - serie TV, 8 episodi (2016)
- Ransom - serie TV (2017-2019)
- The Rookie - serie TV, 11 episodi (2021-2023)
- Turner e il casinaro - La serie (Turner & Hooch) - serie TV (2021)

## Doppiatori italiani
Nelle versioni in italiano delle opere in cui ha recitato, Brandon Jay McLaren è stato doppiato da:
- Mirko Mazzanti in Power Rangers S.P.D., Harper's Island
- Andrea Mete in Falling Skies, Slasher
- Riccardo Scarafoni in Motive, Criminal Minds
- Stefano De Filippis in She's the Man
- Simone D'Andrea ne Il dottor Dolittle 5
- Oreste Baldini in CSI - Scena del crimine
- Federico Di Pofi in The Killing
- Francesco Meoni in Graceland
- Francesco Cavuoto ne L'estate in cui imparammo a volare
- Luigi Scribani in The Rookie
- Simone Crisari in Turner e il casinaro - La serie